# Sylvia (balé)

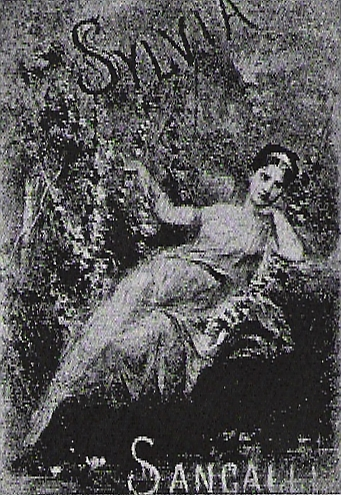
Rita Sangalli como Sylvia, na produção de 1876.

Sylvia, originalmente Sylvia, ou La nymphe de Diane, é um balé em dois ou três atos, originalmente coreografado por Louis Mérante para música de Léo Delibes, em 1876. Sylvia é um balé clássico típico em muitos aspectos, mas tem muitas características interessantes que o tornam único. Ele é notável por seu cenário mitológico Arcadiano, coreografias criativas, conjuntos expansivos e, acima de tudo, sua partitura. 
As origens do balé estão na peça Aminta de 1573, de Torquato Tasso, que fornece a trama básica do trabalho de Delibes. Jules Barbier e Baron de Reinach adaptaram-na para a Ópera de Paris. O arranjo para piano foi composto em 1876 e a suíte orquestral foi feita em 1880.
Quando Sylvia estreou na quarta-feira, 14 de junho de 1876, no Palais Garnier em Paris, ele passou quase despercebido. De fato, as sete primeiras produções de Sylvia não tiveram sucesso comercial. Foi seu renascimento em 1952, quando coreografado por Frederick Ashton, que popularizou esse balé. O sucesso de Ashton possibilitou novas produções em 1997, 2004, 2005 e 2009, todas baseadas em sua coreografia de 1952. 

## História

### Preparações
Em 1875, a Ópera de Paris escolheu o libreto de Barbier e Reinach para Sylvia. Louis Mérante também foi escolhido para coreografar Sylvia, por conta principalmente de sua extensa experiência e posição como o premier maître de ballet da Ópera de Paris. Todos os outros coreógrafos à altura do desafio estavam indisponíveis naquele momento.
Os ensaios para Sylvia começam em 15 de agosto de 1875, com apenas o primeiro terço da música intacto. Durante todo o período de ensaio, a partitura foi constantemente revista por Delibes, muitas vezes com a "ajuda" de Mérante e Rita Sangalli, que dançariam papeis principais. Este desenvolvimento da partitura foi um processo exaustivo de muitas revisões e reinicializações. Mérante mostrou-se especialmente exigente e solicitou regularmente a Delibes alterações na partitura, para acomodar sua coreografia, sendo atendido em tempo hábil pelo compositor.

### 1876: Balé da Ópera de Paris; Mérante
Sylvia foi o primeiro balé a ser exibido na recém-construída Ópera Garnier, e o fez com grande extravagância, uma abordagem que por vezes mostrou-se excessiva. O cenário luxuoso de Jules Chéret era pouco iluminado, prejudicando a qualidade da produção. No final, foi a composição de Delibes que salvou a produção. Sem sua música, altamente estimada, o balé logo teria caído na obscuridade. 
Aos 27 anos de idade, Rita Sangalli era a principal bailarina da Opéra e, portanto, a escolha óbvia para atuar como Sylvia. Sangalli foi descrita como tendo um "físico excelente", mas não tinha habilidades de dança espetaculares. No entanto, ela foi a única bailarina que foi treinada no papel, e em uma ocasião o balé teve que ser temporariamente fechado quando ela se machucou.

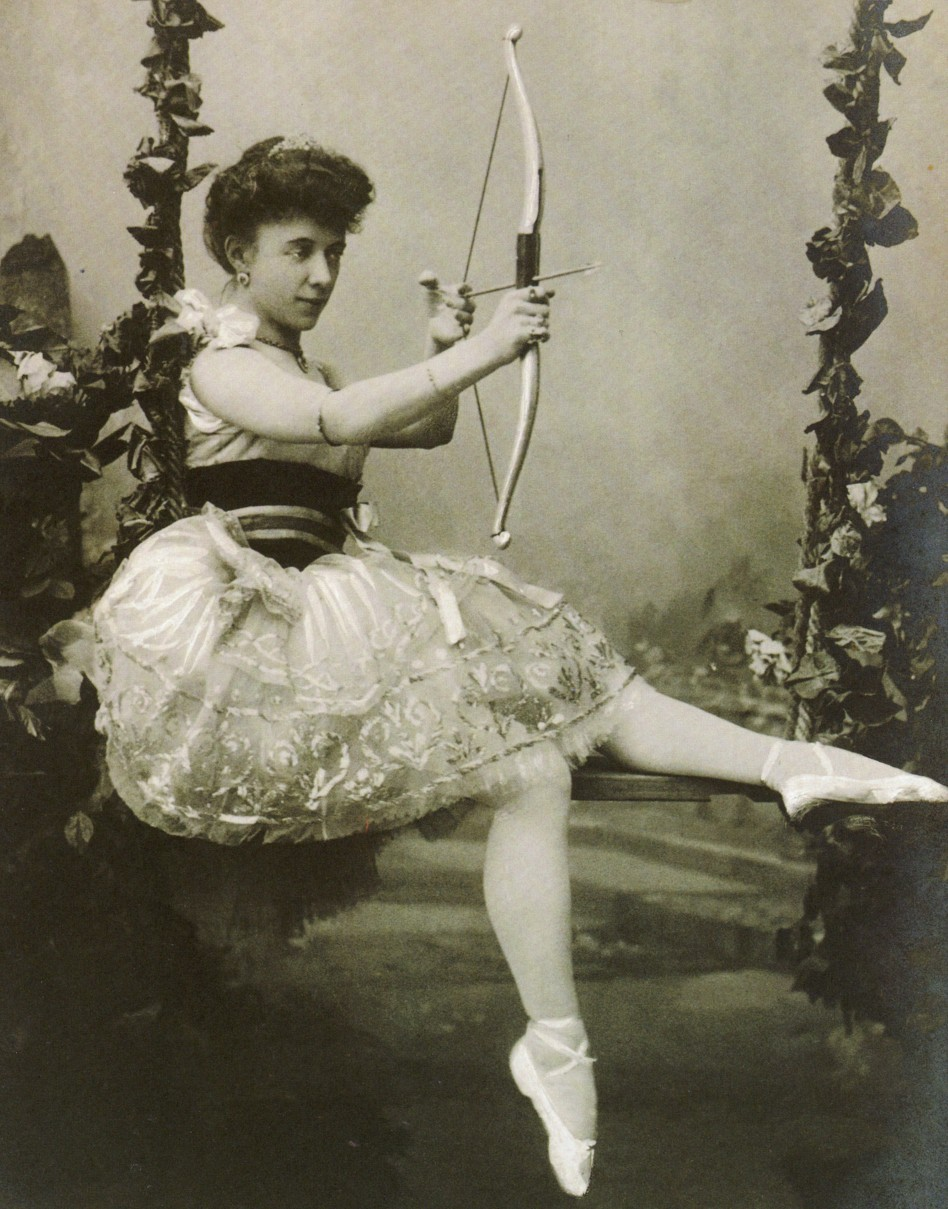
Olga Preobrajenska no papel título de Sylvia. São Petersburgo, 1901.

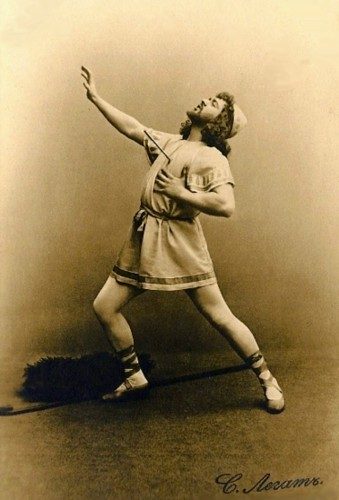
Sergei Legat no papel do pastor Aminta, em Sylvia. Esta fotografia mostra o momento em que ele é atingido pela flecha de Sylvia. São Petersburgo, 1901.

### 1901: O Balé Imperial; Ivanov e Gerdt
Entre as primeiras versões importantes de Sylvia, ou A ninfa de Diane, após a produção original de 1876, houve uma produção apresentada pelo Balé Imperial Russo no Teatro Mariinski, em São Petersburgo, em 15 de dezembro de 1901. O balé havia sido realizado na Rússia em 1886, quando a bailarina Antonietta Dell'Era (conhecida por estrear o papel da Fada do Açúcar em O Quebra-Nozes, em 1892) realizou trechos do balé no Teatro Arcadia de São Petersburgo, e em 1892, a bailarina Carlotta Brianza (notável por estrear o papel da Princesa Aurora em A Bela Adormecida, em 1890) realizou o trabalho completo no Teatro Fantasia, em Moscou.
A produção do Teatro Mariinski foi originalmente planejada para a temporada 1900-1901, supervisionada por Sergei Diaguilev e com decorações e trajes projetados por Alexandre Benois e coreografias dos irmãos Sergei e Nikolai Legat. Mas as diferenças entre Diaguilev e o diretor dos Teatros Imperiais, Prince Volkonski, levaram ao cancelamento do projeto e ao fim da associação de Diaguilev com os Teatros Imperiais. Esse evento também levou Diaguilev a formar os Ballets Russes originais, em 1909. Quanto a Sylvia, ele foi remarcado para a temporada 1901-1902, em uma versão montada pelo Deuxième Maître de Ballet, Lev Ivanov, do Teatro Imperial, cuja morte em dezembro de 1901 levou a direção a entregar o projeto ao renomado premier danseur Pavel Gerdt. Talvez a contribuição mais duradoura de Ivanov para a história do balé tenha sido a mudança de título de Sylvia, ou la nymphe de Diane para simplesmente Sylvia.
O elenco incluiu a grande Prima ballerina Olga Preobrajenska no papel título, e Sergei Legat como o pastor Aminta. Também incluída entre os personagens secundários do balé, estava a jovem Agrippina Vaganova, como uma ninfa da Deusa Diana, e Pavel Gerdt, no papel de Orion.
Embora as danças da bailarina Preobrajenska tenham sido um grande sucesso, a primeira apresentação foi duramente criticada. O editor da Gazeta de São Petersburgo, Sergei Khudekov, ele próprio um especialista em balé e conhecido por ser coautor dos libretos de vários balés encenados no Mariinski, foi um dos vários críticos que reclamaram que a coreografia de Ivanov / Gerdt era de má qualidade, e que o libreto era demasiado leve. Outro elemento que contribuiu para o fracasso do balé foi o fato de que a direção não permitia a criação de novos cenários, e os conjuntos eram utilizados a partir de obras que não eram mais executadas. Após apenas cinco apresentações, Sylvia foi retirada do repertório da companhia. Apesar disso, trechos do balé foram incluídos em eventos de gala.
A bailarina Anna Pavlova ocasionalmente incluiu em suas turnês mundiais muitos desses extratos da produção de 1902, em uma encenação revisada por Ivan Clustine. Uma de suas performances em Londres foi presenciada pelo jovem Frederick Ashton, cujas memórias da performance de Pavlova o inspirariam a criar sua própria versão de Sylvia para a bailarina Margot Fonteyn, em 1952.

### 1952: O Royal Ballet; Ashton
Ashton re-coreografou Sylvia em 1952. Consta que o que despertou o interesse de Ashton em Sylvia foi um sonho que ele teve em 1946. No sonho, Delibes encarregou Ashton de revitalizar seu subestimado balé e Ashton, ao acordar, assumiu a tarefa. Ele coreografou Sylvia com uma forte ênfase no papel principal; na verdade, ele concebeu o balé inteiro como uma homenagem a Margot Fonteyn, uma dançarina com quem ele trabalhara. Clive Barnes, um crítico de teatro americano, observou que "o balé inteiro é uma guirlanda apresentada à bailarina por seu coreógrafo". Esta "guirlanda" foi produzida pelo Royal Ballet e apresentada pela primeira vez no Royal Opera House em Londres, em 3 de setembro de 1952. Ashton também ajustou o libreto de Barbier a fim de maximizar o interesse na história.   

## Produções recentes

### 2004: San Francisco Ballet; Morris
Quando o San Francisco Ballet abriu sua produção de Sylvia em abril de 2004, foi a primeira vez que o balé inteiro foi exibido nos Estados Unidos. Esta produção é também a única recente a não se basear no trabalho de Ashton. A pedido de Helgi Tomasson, Mark Morris coreografou-o com base na produção original de 1876, e seguir de perto a metodologia e o estilo de Mérante. Como disse Morris, "estou usando a partitura e o libreto exatamente como foram construídos". O raciocínio de Morris por trás disso é bastante simples: a natureza da música está inextricavelmente entrelaçada com a coreografia de Louis Mérante, uma consequência das circunstâncias da composição. Por causa disso, a ópera Sylvia de Morris é muito fiel ao original, mais do que qualquer outra produção recente. O San Francisco Ballet apresentou Sylvia de 21 de abril a 7 de maio de 2006, depois de temporadas bem-sucedidas em 2004 e 2005. Na estréia em 2004, o líder era Yuan Yuan Tan .

### 2004: Royal Ballet; Ashton
Essa produção de Sylvia, a terceira da Royal Ballet, foi realizada de 4 de novembro a 3 de dezembro de 2004, como parte da comemoração "Ashton 100", uma temporada dedicada ao fundador da empresa. O balé foi recriado por Christopher Newton, que, a partir de registros mentais e visuais, reconstruiu a coreografia original de Ashton e a encenou para o Royal Ballet. Essa temporada contou com três elencos diferentes. O primeiro consistia em Darcey Bussell e Jonathan Cope, o segundo de Zenaida Yanowski e David Makhateli e o terceiro de Marianela Núñez e Rupert Pennefather.

### 2005: American Ballet Theatre; Ashton
A Sylvia de Ashton também foi recentemente reencenada por Christopher Newton para a Metropolitan Opera House, onde foi apresentada pelo American Ballet Theatre. A versão de Newton foi encurtada (originalmente o balé incluía algumas músicas de La Source) para ser exibido em dois atos, com uma pausa musical no lugar do segundo intervalo.   
A última produção no Metropolitan Opera, a partir de 4 de junho de 2005, teve Paloma Herrera como Sylvia, Angel Corella como Aminta, Jesus Pastor como Orion, Craig Salstein como Eros e Carmen Corella como Diana.  

## Estilo
Sylvia é geralmente considerada um balé clássico. Ele apresenta um cenário mítico indefinido, e uma trilha sonora do final do século XIX, e ambos transmitem uma sensação antiquada. De muitas maneiras, no entanto, ele foi bastante revolucionário para o seu tempo. A partitura foi e ainda é reconhecida por sua grandeza, e o trabalho de Delibes é certamente o aspecto mais apreciado do balé, por sua inovação, criatividade e maturidade. A coreografia de Frederick Ashton complementa muito bem a música, mantendo-se fiel ao espírito da produção original mas incorporando técnicas modernas e acrescentando seu próprio toque único.  

### Música

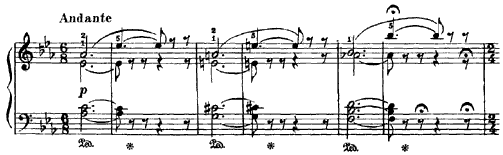
Trecho da partitura de Delibes: As primeiras medidas do pizzicato de Sylvia

Sylvia, e Coppélia antes dele, são frequentemente elogiados como dois dos primeiros balés modernos, por suas partituras inovadoras. O próprio Tchaikovski comentou com o colega compositor Sergei Taneiev a respeito da ingenuidade de Sylvia, chamando-o de "(...) o primeiro balé onde a música constitui não apenas o principal, mas o único interesse. Que charme, que elegância, que riqueza de melodia, ritmo e harmonia." Embora essa afirmação possa ser um pouco hiperbólica, ela diz algo muito importante sobre a singularidade do balé. A partitura de Sylvia é variada e rica, e se sobressai dos conjuntos, dançarinos, e figurinos. Em vez de recuar para o fundo, definindo apenas o humor, a partitura de Delibes define a ação. A música de Sylvia também foi notável por seu novo e mais desenvolvido uso de leitmotivs. Tal escolha estilística é característica de Delibes, que era um grande admirador de Richard Wagner. De fato, os ecos da influência de Wagner na música são bastante óbvios, como a sua natureza "sinfônica".
Outra escolha interessante de Delibes foi o seu uso pronunciado de instrumentos de sopro e metais, especialmente no poderoso prelúdio ao balé. Delibes também foi um dos primeiros compositores a escrever para o saxofone alto, um instrumento usado extensivamente nas seções de sopro mais pesadas, como a barcarola no ato III.
O prelúdio ao ato I e o pizzicato no ato III são as seções significativamente mais famosas da obra. Este último, o mais famoso, é, de acordo com Grove Dictionary of Music and Musicians, "tradicionalmente tocada em um estilo pausado e hesitante, que não parece ter sido parte da concepção de Delibes". 
O Lago dos Cisnes de Tchaikovski, escrito pouco antes da libertação de Sylvia, é geralmente considerado um dos melhores balés da época. No entanto, mesmo Tchaikovski preferiu Sylvia ao seu próprio trabalho, chamando sua própria obra-prima de "pobre, em comparação". Tchaikovski disse a Sergei Taneyev: "Eu estava envergonhado. Se eu conhecesse essa música, é claro que eu não teria escrito O Lago dos Cisnes".

### Coreografia

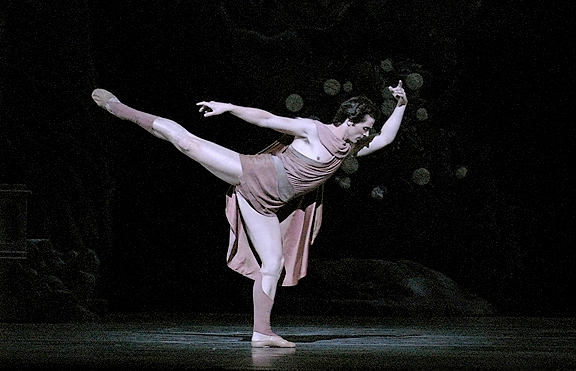
Angel Corella em uma performance de 2005 como Aminta, de uma produção do balé de Frederick Ashton, Sylvia

Coreograficamente, Sylvia também estava à frente de seu tempo. A coreografia de Merante em 1876 (e todas as subsequentes) foi considerada bastante rebelde, por apresentar bailarinas como caçadoras masculinas, algo inédito na época. Apesar dessas inovações, a coreografia original de Sylvia ainda era reminiscente do estilo do período romântico.   
A coreografia de Ashton é muito mais contemporânea, apesar de manter um toque clássico. Na coreografia de 1952, Sylvia incorporou técnicas novas e interessantes, como a mistura de mímica e dança, e trabalhos de pernas mais complexos, como são típicos das obras de Ashton. Como disse o escritor Arnold Haskell, "em Sylvia ele aceita o desafio de lidar com a música do período, sem descer ao pastiche; e nunca o movimento que ele fornece nos parece moderno ou como 'velho mundo'". Gillian Murphy, o papel principal na produção ABT de 2005, observou que esta coreografia foi muito desafiadora. Ashton coreografou o balé especificamente em torno do talento e habilidade de Margot Fonteyn. Assim, qualquer um que desempenhe o papel deve ser capaz de fazer o que Fonteyn fazia, uma tarefa desafiadora pois "o alcance de sua dança [era] inigualável".
É digno de nota que esta coreografia apresenta pas de deux difíceis, incluindo um particularmente espetacular, no terceiro ato, que constitui o clímax do balé.   

## Personagens

### Papéis principais
- Sylvia - Uma casta ninfa caçadora, fiel a Diana, objeto do desejo de Aminta.
- Aminta - Um simples pastor apaixonado por Sylvia. Paralelos podem ser traçados com Endimião, o pastor que era o amor de Diana.
- Eros - O deus grego do amor, objeto de grande adoração e desprezo.
- Diana - A deusa romana da caçada e castidade. É no templo de Diana que ocorre o bacanal do terceiro ato.
- Orion - Um caçador do mal, que persegue Sylvia e a sequestra.

### Papéis menores
- Caçadoras - o grupo de caçadoras do qual Sylvia faz parte.
- Cabras - Duas cabras que estão prestes a serem sacrificadas como tributo a Baco, mas são salvas pela comoção causada por Orion.
- Náiades
- Dríades
- Fauno
- Camponeses

## Libreto
O libreto de Sylvia é muitas vezes considerado um dos pontos fracos do ballet. O enredo simples não permite muita atuação, nem é especialmente emocionante. De fato, quando Frederick Ashton retratou o balé na década de 1950, ele reviu a história a fim de torna-la mais interessante (embora ainda mantendo seus temas clássicos), tendo reconhecido esse aspecto do balé como uma armadilha em potencial. Morris simplificou a história - para sua produção de 2004 - pelas mesmas razões. Ele chamou-a de "uma grande e maravilhosa mistura de mitologia e história", então ele simplificou-a para torná-la mais "clara e bonita".

### Ato I: uma madeira sagrada
O balé começa com uma cena de culto, quando criaturas da floresta dançam diante de Eros. Aminta, um humilde pastor, tropeça neles, interrompendo seu ritual. Sylvia, o objeto do desejo de Aminta, entra em cena com seu bando de caçadoras, para zombar do deus do amor. Aminta tenta se esconder, mas Sylvia eventualmente descobre seu perseguidor e, inflamada, aponta seu arco para Eros. Aminta protege a divindade e é ferido. Eros, por sua vez, ataca Sylvia. Ela é atingida e, embora não tenha sido gravemente ferida, a lesão é o suficiente para levá-la para fora do palco. 
Um caçador, Orion, é revelado observando Sylvia, quando ele é visto celebrando o inconsciente Aminta. Orion se esconde novamente quando Sylvia retorna; desta vez ela é solidária com Aminta. Quando a caçadora lamenta sua vítima, ela é seqüestrada por Orion. Os camponeses entristecem-se com a figura de Aminta, até que um Eros camuflado revive o pastor. Eros revela sua verdadeira identidade e informa Aminta das ações de Órion. 

### Ato II: Gruta da Ilha de Orion
Cativo no esconderijo da ilha de Orion, Sylvia é tentada sem sucesso por ele, com jóias e vinho. Sylvia agora sofre por Aminta, apreciando com nostalgia a flecha retirada de seu peito. Orion rouba a flecha, e Sylvia habilmente embriaga seu captor até que ele esteja inconsciente, para então recuperar sua flecha e apelar para Eros, em busca de ajuda. As invocações de Sylvia não são em vão, e Eros rapidamente chega e mostra a Sylvia uma visão de Aminta, que espera por ela. A dupla parte para o templo de Diana, onde o amor de Sylvia aguarda. 

### Ato III: A Costa do Mar perto do Templo de Diana
Aminta chega ao templo de Diana e encontra um bacanal, mas não Sylvia, que logo chegará com Eros. Depois de alguns momentos de alegria na reunião, Orion aparece, procurando Sylvia. Ele e Aminta lutam; Sylvia esconde-se no santuário de Diana, e Orion tenta segui-la. A deusa da caça, ultrajada com esse ato, fere Órion e nega a reunião de Aminta e Sylvia. Eros, compassivo, dá uma visão a Diana. A deusa relembra seu próprio amor jovem de Endymion, também um pastor. Diana muda de idéia e revoga seu decreto. Aminta e Sylvia se reúnem sob a boa vontade das divindades 

## Currículo de danças e cenas
Extrato do programa teatral original de 1876 da Opéra de Paris. 
Ato I
- N.º 01 Prélude
- N.º 02 Scène du bois sacré d'Éros
- N.º 03 Le Berger – Entrée d'Aminta
- N.º 04 Grand pas des chasseresses —

—a. Sortie
—b. Valse lente
- N.º 05 Scène
- N.º 06 Cortège rustique
- N.º 07 Scène
- N.º 08 Finale – Entrée du sorcier

Ato II
- N.º 09 Entr'acte
- N.º 10 grotte d'Orion
- N.º 11 Pas des Éthiopiens
- N.º 12 Chant Bacchique
- N.º 13 Scène e danse de la Bacchante
- N.º 14 final de Scène

Ato III
- N.º 15 Grand cortège de Bacchus
- N.º 16 Scène
- N.º 17 Danse barcarolle

- N.º 18 Divertissement —

—a. Pizzicato dansée Mlle. Rita Sangalli
—b. Pas d'andante
—c. Pas des esclaves
—d. Variation dansée Mons. Louis Mérante
—e. Galop générale
- N.º 19 Finale – Le templo de Diane
- N.º 20 Apothéose – L'apparition d'Endymion

## Cronologia das produções
| Estreia                 | Companhia de balé                             | Coreógrafo             | Intérpretes originais                                                                                   | Notas | Fonte         |
| ----------------------- | --------------------------------------------- | ---------------------- | --- | --- | ------------- |
| 14 de junho de 1876     | Balé da Ópera de Paris                        | Mérante                | Rita Sangalli                                                                                           | Estreia mundial | [ 5 ]         |
| 1892                    | Balé da Ópera de Paris                        | Mérante                | Rosita Mauri                                                                                            | Cenários perdidos em um incêndio, dois anos depois | [ 5 ]         |
| 15 de dezembro de 1901  | Balé Imperial Russo                           | Ivanov; Gerdt; Legat   | Olga Preobrajenska                                                                                      | Levou à emigração de Diaguilev da Rússia. | [ 11 ]        |
| 1911                    | Teatro do Império de Liverpool                | Wilhelm                | Desconhecidos                                                                                           | - | [ 5 ] [ 11 ]  |
| 19 de dezembro de 1919  | Balé da Ópera de Paris                        | Staats                 | Carlotta Zambelli                                                                                       | - | [ 5 ] [ 11 ]  |
| 1941                    | Balé da Ópera de Paris                        | Lifar                  | Susanne Lorcia; Solange Schwarz                                                                         | - | [ 5 ] [ 11 ]  |
| 1º de dezembro de 1950  | Balé Municipal de Nova York                   | Balanchine             | Maria Tallchief; Nicholas Magallanes                                                                    | Versão de doze minutos | [ 26 ]        |
| 3 de setembro de 1952   | Bailado Real                                  | Ashton                 | Margot Fonteyn; Michael Somes                                                                           | Produção mais conhecida | [ 12 ]        |
| 20 de agosto de 1964    | Teatro do Balé Americano                      | Balanchine             | Sonia Arova; Royes Fernandez                                                                            | Reprodução de 1950. Primeira exibição nos EUA. | [ 27 ] [ 28 ] |
| 9 de junho de 1965      | Seção itinerante do Royal Ballet              | Ashton                 | Margot Fonteyn; Attilio Labis                                                                           | Terceiro ato abreviado e nova variação para Aminta | [ 18 ]        |
| 18 de dezembro de 1967  | Royal Ballet                                  | Ashton, com alterações | Nadia Nerina; Gary Sherwood                                                                             | Um ato | [ 18 ]        |
| 1979                    | Balé da Ópera de Paris; Balé Central da China | Darsonval              | Noella Pontois; Jean-Yves Lormeau; Cyril Atanasoff                                                      | - | [ 23 ]        |
| 1993                    | Royal Ballet de Birmingham                    | Bintley                | Miyako Yoshida                                                                                          | - | [ 11 ]        |
| 1997                    | Balé da Ópera de Paris                        | Neumeier               | Aurelie Dupont; Manuel Legris                                                                           | Esta produção foi sub-intitulada Três poemas coreográficos sobre um tema mítico, e quase não fez uso do enredo de Barbier. Foi posteriormente apresentada também pelo Balé de Hamburgo. | [ 29 ]        |
| 2004                    | O Balé Real                                   | Ashton                 | Darcey Bussell, Zenaida Yanowsky ou Marianela Núñez                                                     | - | [ 17 ]        |
| 30 de abril de 2004     | San Francisco Ballet                          | Morris                 | Yuan Yuan Tan, Yuri Possokhov                                                                           | - | [ 14 ] [ 25 ] |
| 4 de junho de 2005      | Teatro de balé americano                      | Ashton                 | Paloma Herrera; Anjo corella                                                                            | Dois atos | [ 12 ]        |
| 21 de fevereiro de 2019 | Houston Ballet                                | Stanton Welch          | Jessica Collado; Chun Wai Chan; Karina González; Connor Walsh; Melodia Mennite; Charles-Louis Yoshiyama | Uma nova interpretação da história, que inclui a adição de histórias de amor entre Artemis e Orion, e Psique e Eros.                                                                    | [ 30 ]        |

Esta lista menciona apenas produções completas ou de outra forma significativas; no entanto, houve muitas apresentações de trechos curtos, especialmente em Londres. 

## Na cultura popular
No romance The Diary of a Nobody, publicado em 1892 pelos irmãos George e Weedon Grossmith, Carrie Pooter pratica a Gavotte de Sylvia no piano. 
No filme Monkey Business, de 1931, dos irmãos Marx, Chico Marx toca o pizzicato de Sylvia no piano.
A música-tema da série de televisão Knight Rider, de 1982, usa alguns elementos de “Cortège de Bacchus” do terceiro ato de Sylvia.